# (963) Iduberga
(963) Iduberga es un asteroide perteneciente al cinturón de asteroides descubierto el 26 de octubre de 1921 por Karl Wilhelm Reinmuth desde el observatorio de Heidelberg-Königstuhl, Alemania.
Está posiblemente nombrado por una chica del calendario Lahrer Hinkender Bote.